# Medaglia al merito del re
La medaglia al merito del re (in norvegese Kongens fortenstmedalje) è un'onorificenza istituita dal re Haakon VII il 1º febbraio 1908 per premiare gli individui che si siano particolarmente distinti nell'arte, nella scienza, nel commercio e nel servizio pubblico.

## Concessione
Viene concessa in due gradi: 
- oro
- argento

La medaglia è di proprietà dell'insignito.

## Insegne
La medaglia è tonda con l'immagine ed il nome del re di Norvegia sul fronte. Sul retro è riprodotta una corona con la scritta "Medaglia al merito del re". All'interno della corona viene inciso il nome dell'insignito. Viene realizzata in oro o argento.
Il nastro è rosso diviso in due parti uguali da una striscia verticale gialla.
Va indossata sul lato sinistro del petto.